# بیلابونگ

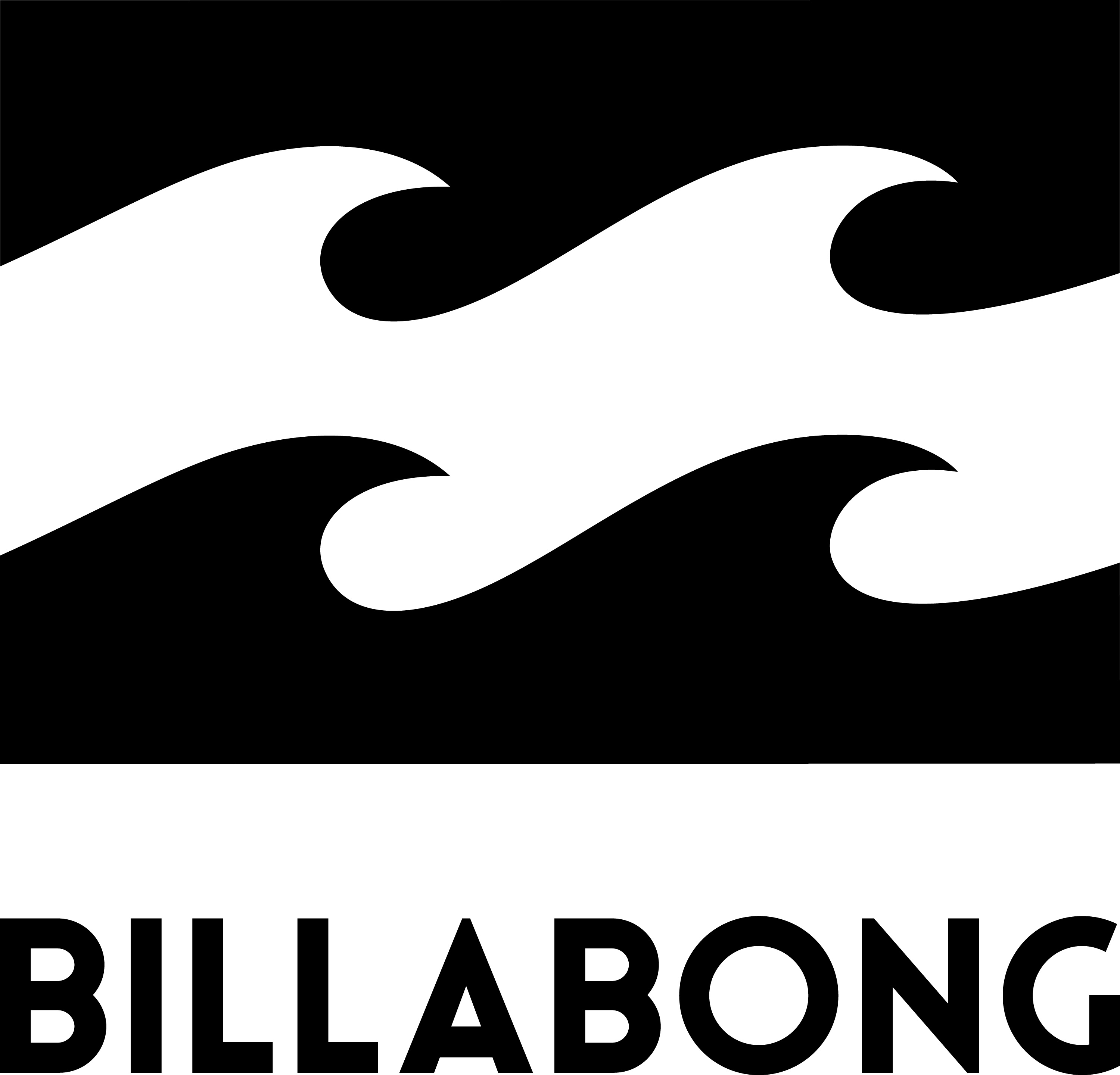
لگوی شرکت «بیلابونگ»

بیلابونگ (انگلیسی: Billabong) شرکت پوشاک استرالیایی است، که در سال ۱۹۷۳ تأسیس شد.